# Podalonia turcestanica
Podalonia turcestanica là một loài côn trùng cánh màng trong họ Sphecidae, thuộc chi Podalonia. Loài này được Dalla Torre miêu tả khoa học đầu tiên năm 1897.